# Riccardo Campagnoni
Riccardo Campagnoni (San Pietro in Campiano, 26 giugno 1886 – Ravenna, 5 aprile 1953) è stato un educatore e politico italiano.

## Biografia
Nato nel 1886 a San Pietro in Campiano, presso Ravenna, ottenne la licenza alla scuola magistrale di Forlimpopoli nel 1905, il diploma alla scuola pedagogica nel 1915 e l'abilitazione all'insegnamento l'anno seguente. Dal 1919 fu direttore della rivista La Frusta magistrale e nel 1920 fu eletto presidente dell'Unione magistrale nazionale, posizione che lo vide contrapporsi ideologicamente al ministro Giovanni Gentile.
Dal 1926 al 1950 fu direttore didattico delle scuole di Ravenna. La sua mancata iscrizione al Partito Nazionale Fascista fece ritardare la sua promozione a direttore didattico governativo, che tuttavia ottenne nel 1934.
Impegnato anche in politica, fu iscritto al Partito Repubblicano Italiano e candidato alle elezioni del 1921 nei collegi di Forlì e di Massa-Carrara, senza però risultare eletto. Dopo la fine della dittatura e la liberazione di Ravenna nel 1944 fu eletto primo sindaco della città, rimanendo in carica fino alle elezioni democratiche del 1946.
Dopo la guerra continuò a occuparsi di insegnamento e ricerca nel campo dell'educazione, dando alle stampe il volume Umanità. Libro per la prima classe elementare nel 1948. Morì a Ravenna il 5 aprile 1953.
Membro della massoneria, fu affiliato dal 1918 alla loggia VIII Agosto di Bologna e dal 1925 alla loggia Dante Alighieri di Ravenna.